# Рябинки (Можайский район)
Рябинки — деревня в Можайском районе Московской области, в составе сельского поселения Замошинское. Численность постоянного населения по Всероссийской переписи 2010 года — 5 человек. До 2006 года Рябинки входили в состав Замошинского сельского округа.
Деревня расположена на западе района, примерно в 11 км к юго-востоку от Уваровки, на суходоле, на автодороге 46К-1130 Уваровка — Можайск, высота над уровнем моря 235 м. Ближайшие населённые пункты — Храброво на северо-западе, Захаровка на севере и Высокое на северо-востоке.